# ジ・アルティメイト・コレクション (ブライアン・フェリーとロキシー・ミュージックのアルバム)
『ジ・アルティメイト・コレクション』（The Ultimate Collection）は、ブライアン・フェリーと彼が在籍したロキシー・ミュージックの編集アルバムである。1988年に発表された。

## 解説
フェリー名義の9曲の内訳を以下に示す。
- 『アナザー・タイム、アナザー・プレイス (いつかどこかで)』（1974年）から1曲
- 『レッツ・スティック・トゥゲザー』（1976年）から2曲
- 『イン・ユア・マインド (あなたの心に)』（1977年）から2曲

- 『ボーイズ・アンド・ガールズ』（1985年）から2曲
- シングル発表曲1曲
- 未発表曲1曲

アメリカとカナダで1986年にシングル発表された「ヘルプ・ミー」はフェリーとナイル・ロジャーズの共作で、同年公開のアメリカ映画『ザ・フライ』に使用された。未発表曲「ヒール・ハフ・トゥ・ゴー」はアルバム『ベールをぬいだ花嫁』（1978年）の制作時に録音されたもので、本作で発表された後、1989年にシングルカットされた。
ロキシー・ミュージック名義の6曲の内訳を以下に示す。
- 『カントリー・ライフ』（1974年）から1曲
- 『サイレン』（1975年）から1曲
- 『マニフェスト』（1979年）から2曲

- 『アヴァロン』（1982年）から1曲
- シングル発表曲1曲

## 収録曲

### CD
- ブライアン・フェリー名義 – １，2、5、6、9、10、12、13、14
- ロキシー・ミュージック名義 – 3、4、7、8、11、15
- 作詞・作曲の記載がない曲はBryan Ferry作
- 邦題は日本盤の記載に準拠[5]。

| #         | タイトル                                                               | 作詞・作曲                  | 出典                                                                        | 時間  |
| --------- | ---------------------------------------------------------------------- | --------------------------- | --------------------------------------------------------------------------- | ----- |
| 1.        | 「レッツ・スティック・トゥゲザー Let's Stick Together」(’88リミックス) | Wilbert Harrison            | アルバム『レッツ・スティック・トゥゲザー』（1976年）                        | 2:54  |
| 2.        | 「ジ・イン・クラウド The 'In' Crowd」                                  | Billy PageBob Dylan         | アルバム『アナザー・タイム、アナザー・プレイス (いつかどこかで)』（1974年） | 4:34  |
| 3.        | 「ダンス・アウェイ Dance Away」                                        |                             | アルバム『マニフェスト』（1979年）                                          | 3:45  |
| 4.        | 「エンジェル・アイズ Angel Eyes」                                      | Ferry, Andy MacKay          | 『マニフェスト』                                                            | 3:05  |
| 5.        | 「ヒール・ハフ・トゥ・ゴー He'll Have to Go」                          | Joe Allison, Audrey Allison | （本作）                                                                    | 4:03  |
| 6.        | 「トーキョー・ジョー Tokyo Joe」                                       |                             | アルバム『イン・ユア・マインド (あなたの心に)』（1977年）                   | 3:54  |
| 7.        | 「オール・アイ・ウォント・イズ・ユー All I Want Is You」               |                             | アルバム『カントリー・ライフ』（1974年）                                    | 2:52  |
| 8.        | 「ジェラス・ガイ Jealous Guy」                                         | John Lennon                 | シングル『ジェラス・ガイ』（1981年）                                        | 6:11  |
| 9.        | 「ザ・プライス・オブ・ラヴ The Price of Love」                         | Don Everly, Phil Everly     | 『レッツ・スティック・トゥゲザー』                                          | 3:24  |
| 10.       | 「ドント・ストップ・ザ・ダンス Don't Stop The Dance」                  | Ferry, Rhett Davies         | アルバム『ボーイズ・アンド・ガールズ』（1985年）                            | 4:20  |
| 11.       | 「ラヴ・イズ・ザ・ドラッグ Love Is the Drug」                          | Ferry, MacKay               | アルバム『サイレン』（1975年）                                              | 4:03  |
| 12.       | 「ディス・イズ・トゥモロウ This Is Tomorrow」                          |                             | 『イン・ユア・マインド (あなたの心に)』                                     | 3:35  |
| 13.       | 「スレイヴ・トゥ・ラブ Slave to Love」                                 |                             | 『ボーイズ・アンド・ガールズ』                                              | 4:27  |
| 14.       | 「ヘルプ・ミー Help Me」                                               | Nile Rogers, Ferry          | シングル『ヘルプ・ミー』（1986年）                                          | 4:37  |
| 15.       | 「アヴァロン Avalon」                                                  |                             | アルバム『アヴァロン』（1982年）                                            | 4:17  |
| 合計時間: | 合計時間:                                                              | 合計時間:                   | 合計時間:                                                                   | 60:01 |